# Phragmoporthe conformis
Phragmoporthe conformis är en svampart som först beskrevs av Berk. & Broome, och fick sitt nu gällande namn av Franz Petrak 1941. Phragmoporthe conformis ingår i släktet Phragmoporthe och familjen Gnomoniaceae.  Arten är reproducerande i Sverige. Inga underarter finns listade i Catalogue of Life.